# Komentářový spam
Za komentářový spam či diskusní spam (z anglického Forum spam) je považováno vkládání reklamních, nevyžádaných, obtěžujících či nerelevantních příspěvků do volně dostupných diskusních fór na Internetu. Slovo spam je převzaté z e-mailové analogie.

## Výskyt
V některých elektronických časopisech či v blozích mají čtenáři možnost vyjádřit svůj názor k tématu či článku v připojené diskusi. Podobná možnost jsou i tzv. knihy návštěv. Původně byl tento nástroj zamýšlen pro zpětnou vazbu čtenář – redakce. Protože vložení vlastního příspěvku je poměrně jednoduché, někteří uživatelé začali do diskusí vkládat reklamy na svoje produkty či vlastní stránky, někteří jednotlivci dokonce používají spamové příspěvky v diskusích jako hlavní formu propagace. Problém komentářového spamu se ještě zhoršil poté, co se objevili roboti – počítačové programy, které prochází webové stránky a snaží se vkládat spam do dostupných formulářů.
Cílem spammerů mohou být jak hodně navštěvované stránky (kdy se očekává, že někdo ze zvědavých návštěvníků na odkaz klikne), tak i stránky méně navštěvované (kde zase odkazy na vlastní web zvyšují hodnocení webu ve vyhledávačích).
V současné době je problémem zejména automaticky vkládaný komentářový spam, a to pro jeho objem. Robot je totiž schopen v krátkém čase obejít velké množství stránek a tam spam vložit. V česky mluvící části Internetu se česky psaný automatický spam příliš nerozšířil, je však zřejmě jen otázkou času, kdy k tomu dojde.

## Způsoby řešení
Způsobů, jak bojovat s komentářovým spamem, je více:
- moderování příspěvků – vložené příspěvky se nezobrazí hned, ale až po schválení administrátorem. Nejúčinnější způsob, ale také nejpracnější. Snižuje interaktivitu diskuse. U diskuzních fór, kde denně přibudou tisíce komentářů (zpravodajské servery, které umožňují diskuzi pod jednotlivými zprávami) není tato metoda v silách jednoho (nebo několika málo lidí) zvládnutelná.
- možnost ostatních čtenářů fóra „nahlásit příspěvek“ – většinou jediným kliknutím myši. Takovéto příspěvky jsou poté označeny a moderátorům nebo správcům zobrazeny v pro to vytvořených výpisech. Ti pak mají možnost uznat příspěvek za spam nebo jej nechat zobrazený. Různé servery mají různou politiku ohledně příspěvků označených uživateli za spam. Na některých serverech se takové příspěvky rovnou smažou nebo alespoň zneviditelní, na některých jsou stále vidět, další obsah příspěvku (pomocí JavaScriptu „scvrkne“ do elementu rozbalitelného na kliknutí), na dalších může být k zneviditelnění/smazání příspěvku provedeno po nahlášení více uživatelů.
- povinná registrace uživatele – ztíží vkládání automatického spamu, nebrání vkládání spamů vložených uživatelem. V případě problémů je možné uživateli odepřít přístup (pod jeho účtem nebo z jeho IP adresy) a tím mu zakázat další vkládání.
- CAPTCHA – způsob, jak odlišit uživatele a robota. Účinnost má pouze proti vkládání automatického spamu. Existují projekty, které dokáží s vysokou úspěšností přečíst kód, generovaný CAPTCHA, i z hodně zakamuflovaného obrázku .
- antispamový filtr na straně serveru, jenž ignoruje příspěvky, které:
  - obsahují některé známé domény, rozesílající spam[1]
  - obsahují slova nebo fráze typická pro komentářový spam
  - jsou vyhodnoceny jako podezřelé ze spamování na základě individuální heuristické analýzy (s různou úrovní složitosti); většinou se v ní zohledňuje například množství URL, které příspěvek obsahuje, popř. jejich podíl vůči zbytku obsahu příspěvku; fráze typické pro komentářový spam, délka příspěvku a další)
  - jsou odeslány v době kratší než několik (většinou 5–10) sekund po vygenerování stránky
  - obsahují všechny prvky typu <input type="submit" …> (formuláře mají většinou jen jeden vstupní prvek tohoto typu, ale lze samozřejmě přidat další; roboti v naprosto drtivé většině případů odesílají všechny tyto prvky, prohlížeč pouze ten, na který uživatel klikl)
- použitím různých nestandardních změn ve formulářích, pomocí kterých roboti automaticky vkládají spam (změna jejich parametrů, ověření, zda příspěvek vložil uživatel)
- účinné je také otočení CAPTCHA kódu, kdy jej uživatel musí zadat pozpátku.

## Legislativní regulace
Česká legislativa se komentářovým spamem nezabývá.